# 2004年から2005年のNHLロックアウト
2004年から2005年のNHLロックアウト（2004–05 NHL lockout）とは、2004年9月16日から翌2005年7月13日にかけて、アイスホッケーの最高峰リーグであるNHL（ナショナルホッケーリーグ）で、経営者側によって実施されたロックアウトである。
ロックアウトは310日間続き、1994年から1995年のMLBストライキとともに、北米4大プロスポーツリーグ史上最悪として挙げられる労働争議となった。2005年2月16日に予定されていたスタンレー・カップ決勝戦が88シーズン目にして初めて中止されただけにとどまらず、北米4大プロスポーツリーグでは史上初めてシーズンの公式戦の全試合が中止される事態となった。2004-2005シーズンに予定されていた全1230試合が中止となった。労使間で行われていた交渉は2005年7月13日に合意に達し、NHLの経営者側と選手会側の両方が新労働協約を批准した9日後の7月22日にロックアウトが正式に終了した。

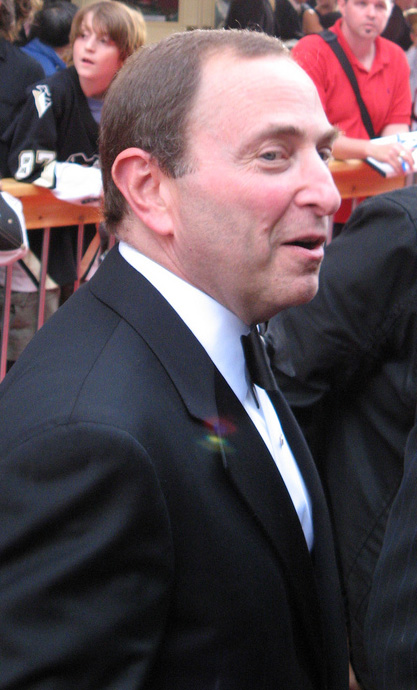
在任中に3度のロックアウトを断行したギャリー・ベットマンコミッショナー

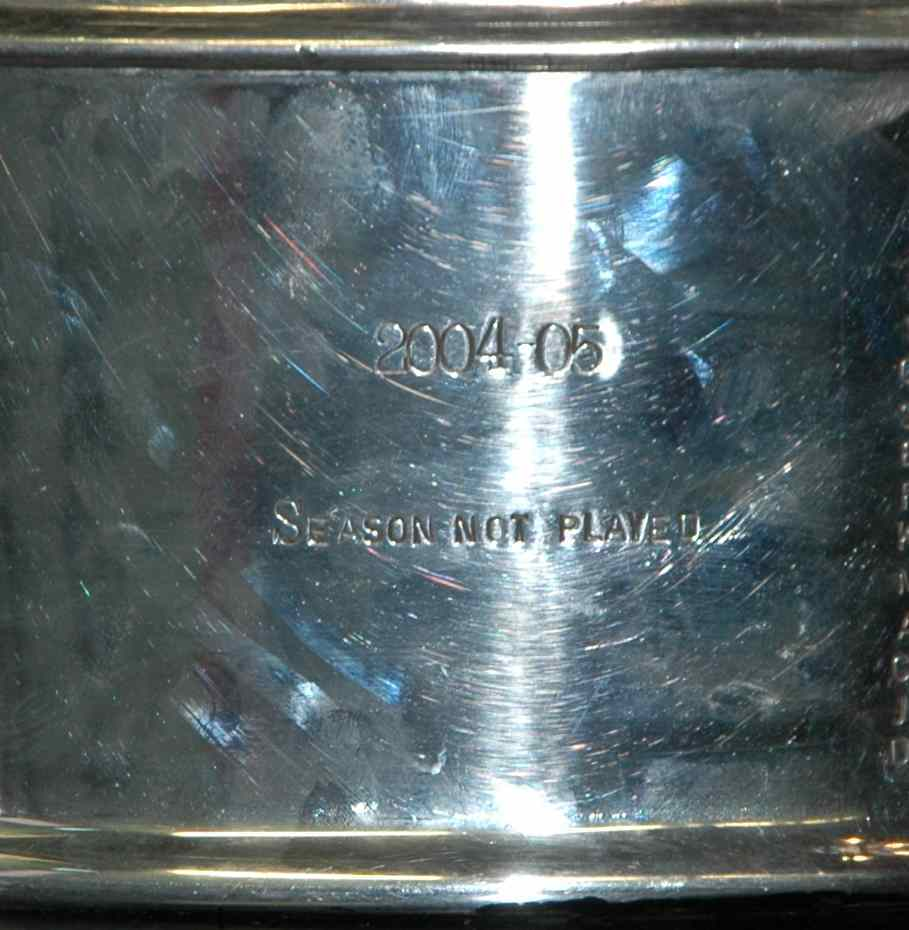
2004-2005年シーズン用のスタンレー・カップ刻印

## 経緯
NHLの労働協約は2004年9月15日に失効するために、新協約を締結するための労使間交渉が行われた。経営者側はリーグ全体の収益の76%を占める選手人件費（北米4大プロスポーツリーグの中で最も高い割合）を抑制しようと企み、選手の年俸に上限を定めて例外規定を一切設けないサラリーキャップ制度（ハードキャップ）の導入などを提示した。選手会側はサラリーキャップの額を算出する元となる、公表されているリーグ総収入の信憑性に疑問を抱いており、サラリーキャップの導入を拒否した。
協約の失効が近付き、選手会側はサラリーキャップの代わりとして課徴金制度の導入、赤字チームへの利益再分配、選手年俸の一律5%カットなどの4項目を逆提案した。ギャリー・ベットマンコミッショナーは「同じ言語で話しているとは思えない」と述べて選手会側の要求を受け入れず、失効当日の9月15日に会場や練習場などの各施設を封鎖するロックアウトへの突入を発表した。翌16日に経営者側はロックアウトを決行した。
2004-2005シーズンの開幕が10月13日に予定されていたが、この日が過ぎても解決しなかった。11月3日には、ベットマンコミッショナーが翌2005年2月にアトランタで開催される予定だった第55回NHLオールスターゲームの中止を発表した。
12月9日に選手会側がサラリーキャップを導入せずに選手年俸の24%カットすることを提案したが、14日に経営者側はサラリーキャップを導入した上で選手年俸の24%カットを主張した。
2005年2月9日にベットマンコミッショナーは「今週中に合意されない場合はシーズンを中止する」との声明を発表。13日にアメリカ合衆国大統領直属の独立行政機関であるアメリカ連邦調停局が労使双方に会議を呼びかけた。選手会側は軟化してサラリーキャップの導入を認め、14日に上限を5200万ドルとするサラリーキャップを提案したが、翌15日に経営者側は4250万ドルを上限とするサラリーキャップを主張しており、溝は埋まらなかった。16日にベットマンコミッショナーはついに北米4大プロスポーツリーグ史上初となるシーズン全試合の中止を決定した。スタンレー・カップも中止となったため、「2004-05 SEASON NOT PLAYED」の刻印が刻まれている。
7月13日に労使双方が新労働協約の締結について基本合意に達したと発表した。21日に選手会はメンバーの87%が賛成投票と協約を批准した。オーナーも翌22日に全会一致で協約を承認し、正式に310日間のロックアウトを終了させた。

## 2005年の労働協約の内容
2005年7月22日に労使双方が批准を終えた新たな労働協約では、ロックアウトの原因となった例外規定無しのサラリーキャップ制度が導入され、選手会側が大幅に譲歩したものとなった。合意内容の大枠は以下の通り。
- 全選手の年俸は現在の年俸より24%減額される。
- 年俸総額はリーグ全体の収入の54%以下に設定される。
- チーム毎にサラリーキャップ制が導入される。2005-2006年シーズンの1チームあたりの最高は3900万ドル（42億9000万円）になる。
- どの選手もチームの年俸総額の20％以上の年俸を得ることは出来ない。
- 新人選手の年俸の最高額は、85万ドル（9350万円）である。新人選手は入団7年後にフリーエージェント（FA）の権利が取得できる。
- 収益の高いトップ10のチームは、下位の15チームに対して予算配分を行う。
- 選手は2006年（トリノオリンピック）と2010年（バンクーバーオリンピック）の冬季オリンピックへの参加が認められる。
- 選手のFA権取得可能年齢は2005-06年シーズンは31歳であるが、2007-2008年シーズン終了後に27歳に引き下げられる。

## 影響
カナダのイプソス・リード社の世論調査によると、ロックアウトの開始前後では回答者の21%がNHLのオーナーに、52%がNHLの選手に非があるとしていたことが分かった。
経営者側がレイオフを行ったために、2004-2005年シーズンは60%近くを占める388人のNHL選手がロシアのKHLなど欧州のホッケーリーグでプレーした。